# Harald Weitemeyer
Harald Sophus Leonhard Weitemeyer (født 12. februar 1846 i København, død 30. august 1921 på Frederiksberg) var en dansk historiker og topografisk forfatter, bror til Carl Weitemeyer.
Han var søn af kunstdrejermester, senere mekanikus og smedemester Ludvig Leonhard Weitemeyer (1811-1886) og Anna Katharina Zimmer (eller Schimmel) (1817-1903). Weitemeyer blev student 1865 fra Borgerdydskolen på Christianshavn og tog 1872 magisterkonferens i historie. Han underviste efterfølgende ved forskellige skoler, særlig i geografi og historie, og omkring 1878 blev han knyttet til A.F. Høst & Søns Forlag som litterær konsulent og korrekturlæser. Han påbegyndte geografiske og historiske studier og skrev bl.a. anmeldelser af udenlandsk historisk litteratur i dagspressen og udgav Geografisk Haandbog (1886, 2. udg., I-II, 1913-14), Le Danemark, publié avec le concours de savants danois (1889, tysk udg. 1889, eng. udg. 1891), endvidere Haandbog i Verdenshistorien, der var en bearbejdelse af Georg Webers værk (I-II, 1890-92) og Æmner og Kuriositeter fra Columbustiden og Columbusliteraturen (1892).
Sideløbende beskæftigede han sig med dansk topografi og forfattede således de danske geografiske artikler til Salmonsens Konversationsleksikon og skrev for Turistforeningen i Danmark Danmark. Haandbog for Rejsende, 1-3. Udg. (1892, 1899, 1906).
Hans hovedindsats blev dog hans rolle som udgiver af 3. udgave af Trap Danmark, som i 1895 blev overdraget ham som opgave. I 1906 var værket afsluttet. 3. udgaven betød et stort spring fremad i både kvantitet og kvalitet. Samtidig fik Trap yderligere karakter af et grundigt, videnskabeligt værk. Der kom udførlige statistiske oplysninger for hvert sogn, og beskrivelserne blev mere præcise og detaljerede; især hvad angår kirkerne og herregårdene. Samtidig blev værkets historiske karakter betonet: Materialet blev tilvejebragt gennem stedlige indberetninger, navnlig fra de stedlige præster, og gennem forskellige institutioner og faglige medarbejdere, men selve udarbejdelsen foretog Weitemeyer stort set på egen hånd. Han havde ikke den store førstehåndserfaring med stederne rundt omkring i landet, men til gengæld havde han en omfattende viden om dansk topografi og historie fra sine studier, og han var omhyggelig med at bruge al tilgængelig litteratur.
Efter udgivelsen var tilendebragt fortsatte Weitemeyer sine indsamlinger, og 1919 tog han fat på 4. udgaven, men denne gang med større bistand fra langt flere faglige medarbejdere, end tilfældet havde været tidligere. Ved Weitemeyers død 1921 var 2. og det meste af 3. bind af 4. udgave afsluttet, og Gunnar Knudsen overtog opgaven med udgivelsen.
I årene mellem to Trap-udgaver syslede Weitemeyer med topografiske og personalhistoriske studier, der resulterede i tidsskriftartikler og i værket Kulturskildringer fra København i det 18. Aarhundrede (1916). Han var også blevet titulær professor 1909 og optaget i Kraks Blå Bog året efter.
Han blev gift 18. februar 1882 i Frederiksberg Kirke med sin slægtning Caroline Amalie Weitemeyer (4. april 1856 i København – 22. september 1913 på Frederiksberg), datter af smedemester Julius Eberhard Weitemeyer (1817-1884) og Ane Magdalene Halling (1817-1913).
Han er begravet på Vestre Kirkegård. Maleri af R. Lohse i familieeje.